# Холевчук Михайло
Миха́йло Холевчу́к (10 квітня1885 — 15 липня 1978) — агроном, ветеринарний лікар і зоотехнік у Галичині.
Директор Товариства «Сільський Господар» у Львові (з 1928).
У 1934—1939 — директор Хліборобського Ліцею в Черницях, згодом професор Державних Господарських Курсів у Дублянах біля Львова. За радянських часів працював у фахових наукових інститутах.
Михайло Холевчук — автор ряду праць із зоотехнії, зокрема про проблеми племінної праці.

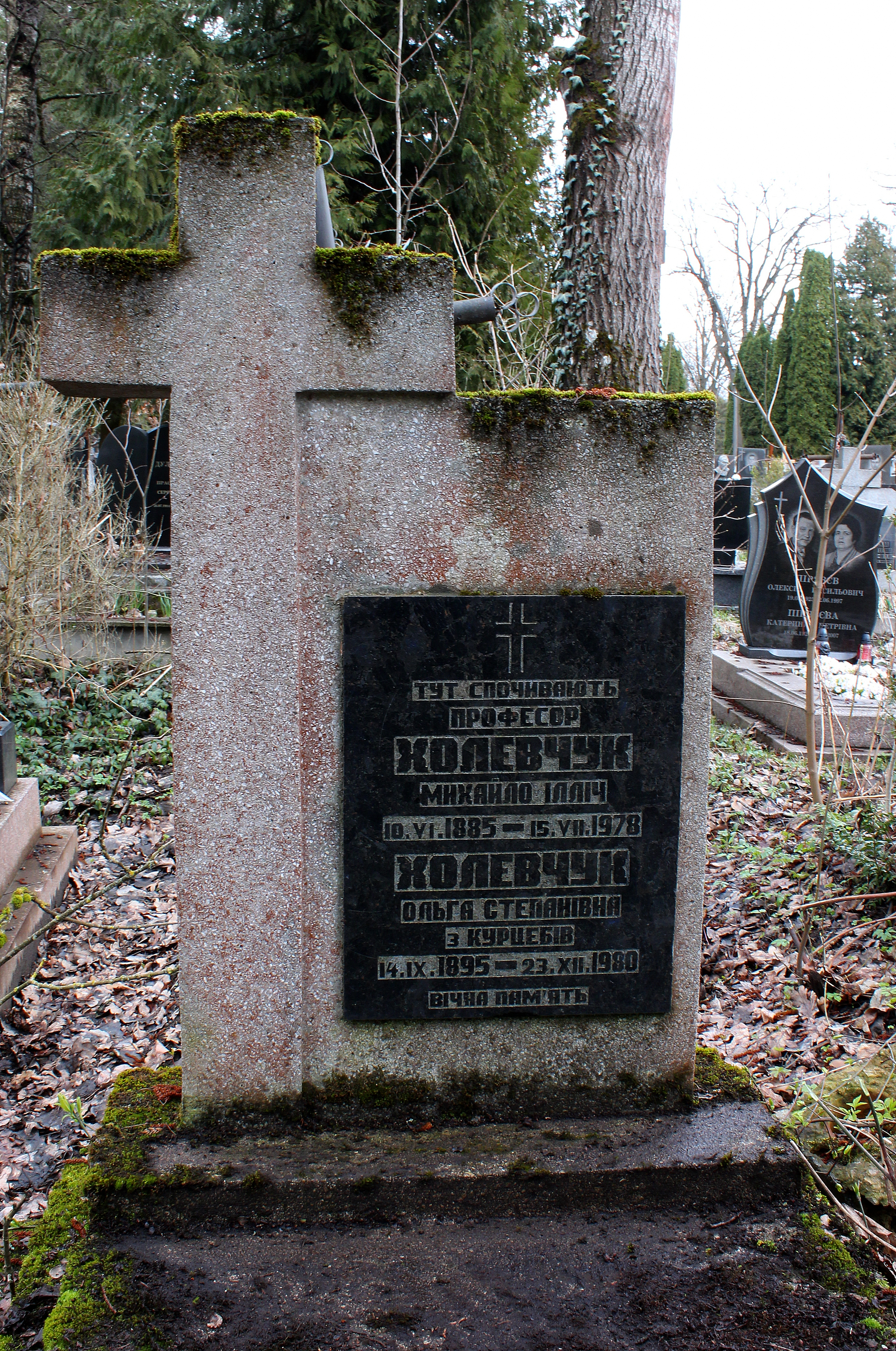

Помер у Львові,похований на 12 полі Сихівського цвинтаря.